# Krystian Gryglewski
Krystian Gryglewski (20 giugno 1994) è uno schermidore polacco.

## Palmarès
- Europei

Novi Sad 2018: bronzo nel fioretto a squadre.